# Cyrtarachne ixoides
Cyrtarachne ixoides là một loài nhện trong họ Araneidae.
Loài này thuộc chi Cyrtarachne. Cyrtarachne ixoides được Eugène Simon miêu tả năm 1870.

## Hình ảnh

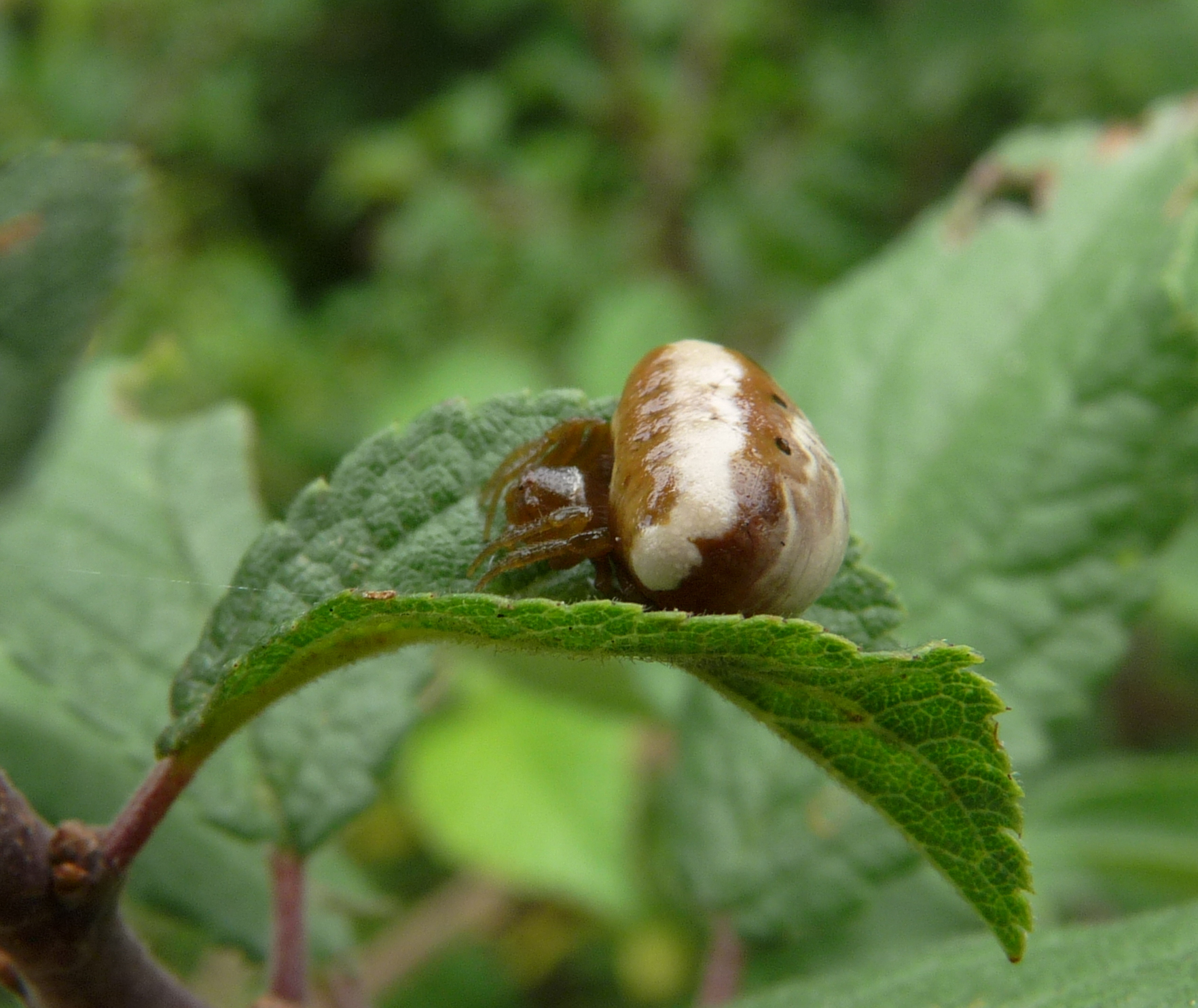
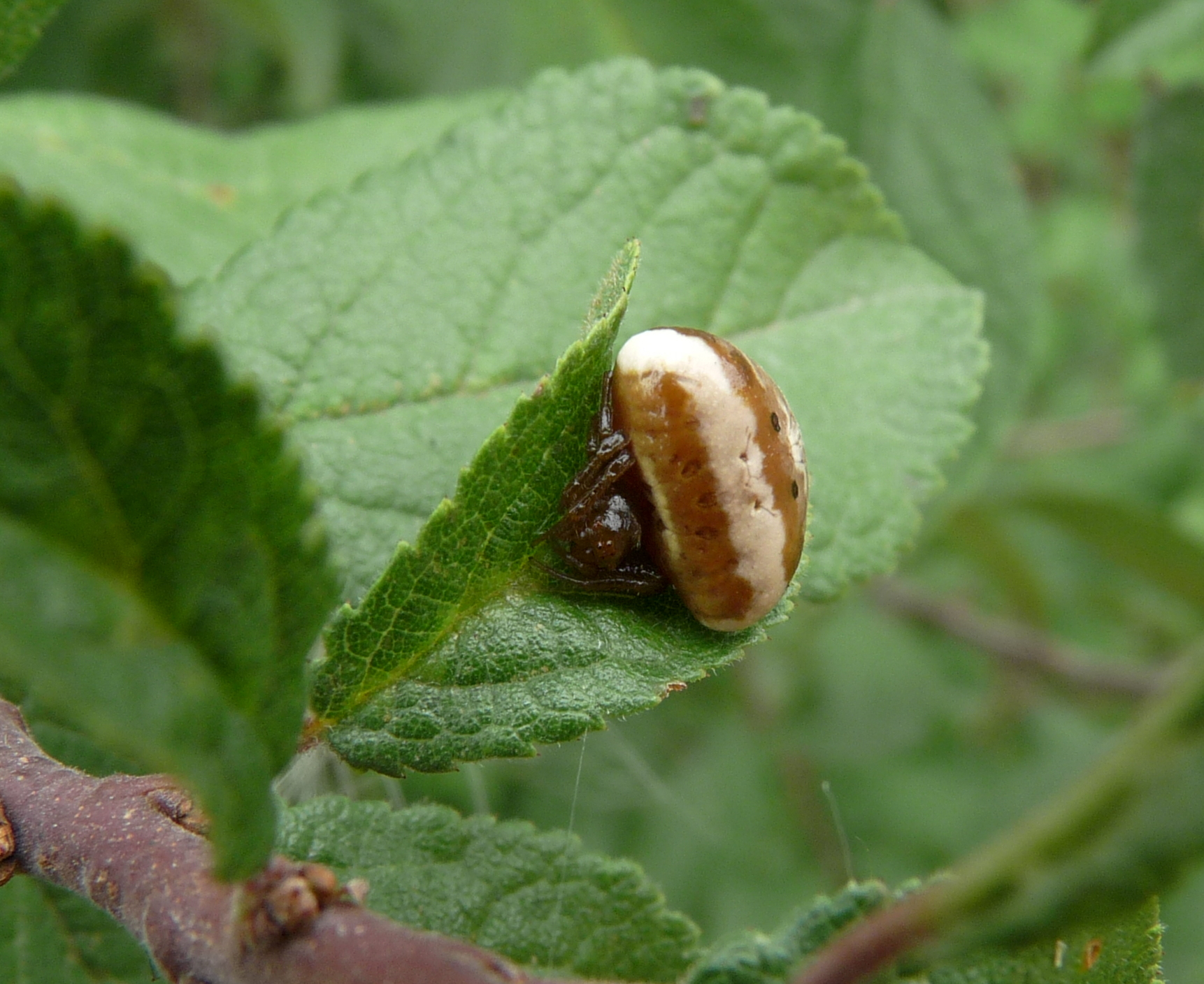
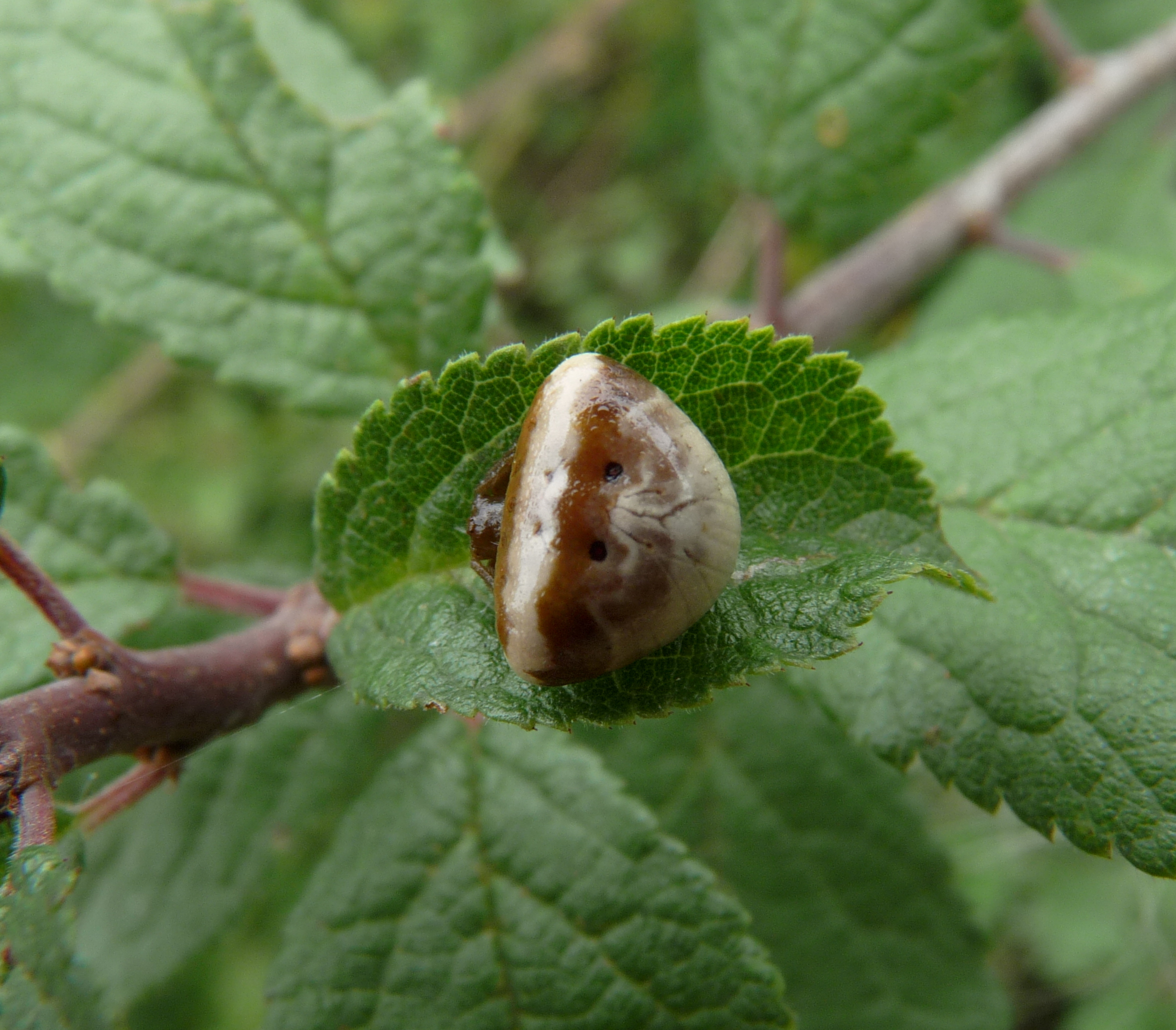
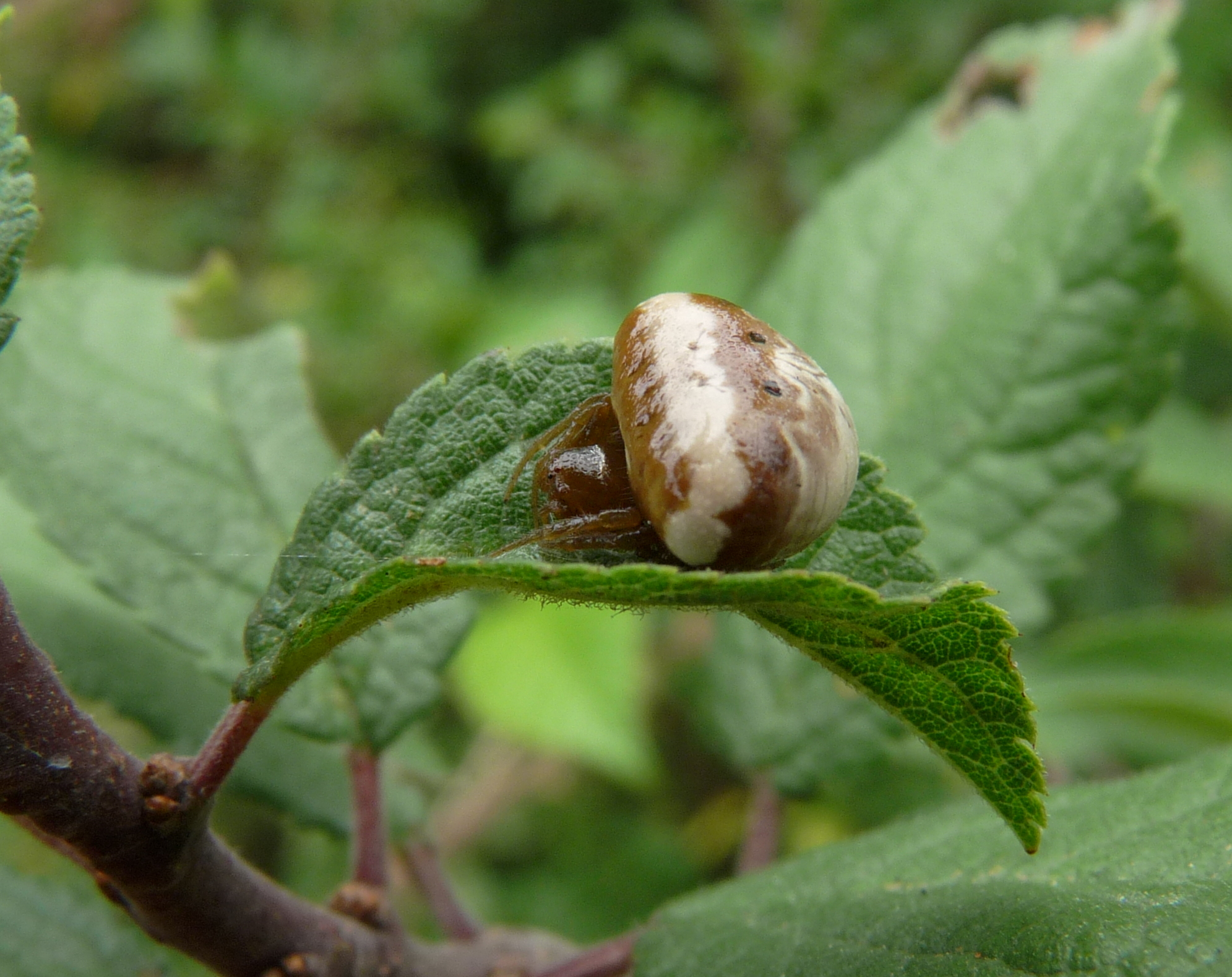